# Сава (име)
Вижте пояснителната страница за други значения на Сава.
Сáва е мъжко древноеврейско (סַבָא) име със значение „старец, мъдрец“.
Латинизираната форма на името е Sabas, Sabbas. След покръстването на България, един от просветителите носи името Сава Седмочисленик и в аналогия към предходния християнски светец Сава Освещени, основал манастира „Велика лавра“ в кедронската долина на западния бряг в Светите земи.